# جان-باسكال ياو
جان-باسكال ياو (بالفرنسية: Jean-Pascal Yao) هو لاعب كرة قدم فرنسي في مركز الدفاع، ولد في 13 يناير 1977 في فالانس في فرنسا. لعب مع نادي سانت إتيان ونادي غرونوبل ونيم أولمبيك.

## وصلات خارجية
- جان-باسكال ياو على موقع قاعدة بيانات كرة القدم.إي يو (الإنجليزية)